# Gary Rogers
Gary Rogers (* 25. September 1981 in Navan, Meath) ist ein ehemaliger irischer Fußballtorhüter.

## Karriere
Zur Spielzeit 2012 wechselte Gary Rogers von St Patrick’s Athletic zu Sligo Rovers und gewann gleich in seiner ersten Saison mit seinen neuen Verein den Meistertitel in der League of Ireland. Ein Jahr später konnte er mit der Mannschaft aus Sligo den FAI Cup gewinnen. Nachdem er in der Spielzeit 2014 keinen Titel gewinnen konnte, wechselte Rogers zum amtierenden Meister Dundalk FC und konnte in der Spielzeit 2015 und in der Spielzeit 2016 den Titel verteidigen. Durch den Gewinn des FAI Cup konnte die Mannschaft aus Dundalk im Jahr 2015 das Double gewinnen.
Durch die Meisterschaft im Jahr 2015 sicherte sich Gary Rogers mit seiner Mannschaft die Teilnahme an der 2. Qualifikationsrunde zur UEFA Champions League 2016/17. Sie konnten bis in die Qualifikationsrunde vordringen, wo sie Legia Warschau unterlagen. Sie qualifizierten sich dadurch nicht für die Gruppenphase in der Champions League, aber in der Europa League. Rogers gab sein Debüt in der Europa League am 15. September 2016 beim 1:1 gegen AZ Alkmaar.
Zu Beginn des Jahres 2021 beendete er seine Karriere.

## Erfolge
- 5× Irischer Meister: 2012 (mit Sligo Rovers), 2015, 2016, 2018, 2019 (mit Dundalk FC)
- 4× Irischer Pokalsieger: 2005 (mit Drogheda United), 2013 (mit Sligo Rovers), 2015, 2018 (mit Dundalk FC)
- 2× Irischer Ligapokalsieger: 2017, 2019 (mit Dundalk FC)
- 2× Irischer Superpokalsieger: 2015, 2019 (mit Dundalk FC)